# Granma (giornale)
Granma è il giornale ufficiale del Comitato centrale del Partito Comunista di Cuba.
Il nome deriva dall'imbarcazione Granma che trasportò Fidel Castro e altri 81 ribelli sulle spiagge di Cuba nel 1956, lanciando la rivoluzione cubana.

## Edizioni
È uno dei due quotidiani diffusi a Cuba. Il Granma Internacional, invece, conta di 4 edizioni settimanali (in inglese, spagnolo, francese e portoghese) che vengono distribuite anche all'estero. Le edizioni in italiano e in tedesco del Granma Internacional sono pubblicate con cadenza mensile. Il Granma riporta regolarmente i discorsi di Fidel Castro e dei dirigenti del governo cubano, i comunicati ufficiali del governo cubano, nonché gli sviluppi politici in America Latina e nel mondo.
Il quotidiano viene pubblicato sei giorni alla settimana (non alla domenica), e consta di otto pagine, più supplementi occasionali. L'edizione in lingua italiana (sia quotidiana web, sia cartacea mensile) è diretta dalla giornalista italiana Gioia Minuti.